# Ministère des Postes et Télécommunications (République démocratique du Congo)
Le ministère des Postes et Télécommunications est un département ministériel de la République démocratique du Congo chargé d’élaborer et de mettre en œuvre la politique publique en matière de services postaux et de réseaux de télécommunications. Il a été institué en août 2025 à la suite d’un remaniement gouvernemental qui a séparé les attributions « postes et télécommunications » de celles de l’économie numérique.,,

## Historique
- 2017–2024 : le portefeuille est exercé sous l’intitulé ministère des Postes, Télécommunications et Nouvelles Technologies de l’information et de la communication (PTNTIC).
- Mai 2024 : fusion des attributions « postes et télécommunications » et « numérique » au sein du ministère des Postes, Télécommunications et Numérique.[4]
- Août 2025 : scission du portefeuille en deux ministères distincts : ministère des Postes et Télécommunications et ministère de l’Économie numérique.[5],[6]

## Missions
Le ministère conçoit, met en œuvre et évalue la politique nationale en matière :
- de modernisation et de gestion des services postaux ;
- d’organisation, de développement et de régulation des réseaux de télécommunications ;
- de coordination des acteurs publics rattachés au secteur.

L’Autorité de régulation de la poste et des télécommunications du Congo (ARPTC) assure la régulation du secteur, conformément à la loi n° 014/2002 portant création de l’ARPTC.,,

## Organismes rattachés
- Société congolaise des postes et télécommunications (SCPT), opérateur public des services postaux et de certaines infrastructures télécoms.
- Autorité de régulation de la poste et des télécommunications du Congo (ARPTC), autorité administrative indépendante.

## Titulaires
| Période                | Ministre            | Gouvernement            |
| ---------------------- | ------------------- | ----------------------- |
| 7 août 2025 – en cours | José Mpanda Kabangu | Gouvernement Suminwa II |